# Melanochromis joanjohnsonae
Melanochromis joanjohnsonae är en fiskart som först beskrevs av Johnson, 1974.  Melanochromis joanjohnsonae ingår i släktet Melanochromis och familjen Cichlidae. IUCN kategoriserar arten globalt som sårbar. Inga underarter finns listade i Catalogue of Life.